# Laxapana Falls
Laxapana Falls är ett vattenfall i Sri Lanka.   Det ligger i provinsen Centralprovinsen, i den södra delen av landet, 70 km öster om huvudstaden Colombo. Laxapana Falls ligger 767 meter över havet och skapad av Maskeli Oya, en gren av Kelani Ganga.
Terrängen runt Laxapana Falls är bergig. Runt Laxapana Falls är det tätbefolkat, med 427 invånare per kvadratkilometer. Närmaste större samhälle är Hatton, 10,6 km öster om Laxapana Falls. I omgivningarna runt Laxapana Falls växer i huvudsak städsegrön lövskog.